# Medford (Maine)
Medford è un comune degli Stati Uniti d'America, situato nello stato del Maine, nella contea di Piscataquis.